# 대한민국 대법원
대법원(大法院, 영어: Supreme Court of Korea)은 법원조직법에 따른 대한민국 법원 중에서 최고 법원을 일컫는 말이다. 과거 제5차, 제6차 개정헌법에서는 유일한 최고 법원이었으나, 현행 제9차 개정헌법상으로는 헌법재판소와 함께 대한민국 사법부의 양대 최고 법원이다.
현행 대한민국 헌법상 대법원과 헌법재판소는 사법권의 한 종류인 사법심사(영어: judicial review) 권한을 나누어 가지고 있다, 헌법 제107조 제2항에 따라. 법률의 하위 규범(영어: sub-statute)으로서 명령ㆍ규칙 또는 처분이 헌법이나 법률에 위반되는지의 여부가 재판의 전제가 된 경우는 법원이 심사를 할 수 있고 그 중 대법원이 최종적인 심사권한을 가지지만, 의회가 제정한 법률(영어: statute)이 헌법에 위반되는지 여부를 심사하는 위헌법률심사권은 헌법 제111조 제1항 제1호에 따라 유일하게 헌법재판소만이 최종적으로 행사할 수 있다.

## 설립역사
- 1907년 7월 12일 통감부 고시 제66호, '한국의 사법 및 감옥사무를 일본 정부에 위탁하는 건에 관한 각서(기유각서)' 체결: 한국의 사법 및 감옥사무가 완비되었다고 인정할 때까지 사법 및 감옥사무를 일본 정부에 위탁하는 내용(이후 대한제국군 해산이 가능해짐)
- 1907년 10월 31일 대한제국의 재판소를 모두 폐지하고 1907년 11월 1일 통감부재판소에 사법권 이양(사실상 강제)
- 1944년 4월 22일 대한민국 임시정부의 임시 헌법이 개정되면서 중앙심판원을 최고법원으로 규정
- 1945년 8월 15일 해방 이후 1948년 9월 2일 연합군 총사령부 일반명령 제1호 및 1948년 9월 7일 태평양미국육군총사령부 포고령 제1호에 따라 미군정 실시 (조선총독부 통치제도 그대로 활용)
- 1945년 10월 15일 미군정에 의해 대법원장, 대법관, 대법원 검사 임명
- 1946년 3월 29일 미군정법령 제64조에 의하여 사법부(司法部, Department of Justice) 설치 (현재와 같은 3권 분립 형태의 사법부가 아니라 행정부처로서의 사법부를 의미)
- 1948년 5월 4일 군정법령 제192호로 과도 법원조직법을 공포하여 법원행정을 사법부(司法部)에서 대법원으로 이관
- 1948년 7월 17일 제헌헌법에 따라 대법원과 헌법위원회가 설치됨 (헌법위원회는 이후 제3차 개헌에서 헌법재판소 제도로 개편됨)
- 1948년 8월 5일 이승만 대통령이 초대 대법원장으로 과도정부의 사법부장이던 김병로를 지명, 같은 날 국회의 승인받았으나 미군정의 사법권 이양 승인을 받지 못하여 취임하지 못함
- 1948년 8월 16일~9월 11일 권한 이양에 관한 한미회담 개최 (1948년 3월 11일 조인식을 거행하고 1948년 9월 13일 정오에 기하여 미군정 사법권이 대한민국에 이양)
- 1962년 12월 16일 5.16 군사정변 이후 개정된 제5차 개정헌법에 따라 헌법위원회를 계승한 초대 헌법재판소 제도가 폐지되고, 폐지된 헌법재판소의 위헌법률심판권 등 기능을 대법원으로 흡수
- 1972년 12월 27일 유신헌법에 따라 위헌법률심판권이 헌법위원회 소관으로 다시 분리됨
- 1987년 1월 5일 상고허가 신청사건의 처리를 전담하는 상고허가신청부를 신설
- 1988년 10월 29일 현행 제9차 개정헌법에 따라 대법원과 헌법재판소가 설치됨
- 2018년 법원조직법을 개정하여 매년 2월 진행되는 정기인사를 고려해 판사의 정년에 이른 날이 2~7월 사이에 있는 경우 7월 31일, 8월~다음해 1월 사이에 있는 경우 다음해 1월 31일에 정년 퇴직하도록 함

## 구성
대법원장을 포함하여 14인의 대법관으로 구성된다. 대법원의 심판권은 대법관 전원의 3분의 2 이상으로 구성되고 대법원장이 재판장이 되는 전원합의체에서 이를 행사하나, 일정한 경우에는 대법관 3인 이상으로 구성되는 부에서도 재판할 수 있다. 다만 대법관 중 법원행정처장으로 임명된 1인은 재판에 관여하지 아니한다. 사법행정상의 최고의결기관으로 대법관회의가 있다.
광복 이후 첫 대법원장과 대법관은 미군정에 의해 1945년 10월 15일에 임명되었다. 대법원장은 김용무(金用茂), 대법관은 서광교(徐光喬), 이종성(李宗聖), 심상직(沈相直), 이인(李仁), 대법원 검사장은 김찬수(金瓚洙), 대법원 검사는 민병성(閔丙晟)이었다.

## 구성원

### 현재 명단
| 구분     | 이름             | 취임일          | 임명   | 제청   | 사법시험              | 출신 학교       |
| -------- | ---------------- | --------------- | ------ | ------ | --------------------- | --------------- |
| 대법원장 | 조희대           | 2023년 12월 8일 | 윤석열 | 윤석열 | 23회                  | 경북고 / 서울대 |
| 대법관   |                  |                 |        |        |                       |                 |
| 노태악   | 2020년 3월 4일   | 문재인          | 김명수 | 26회   | 계성고 / 한양대       |                 |
| 이흥구   | 2020년 9월 9일   | 문재인          | 김명수 | 32회   | 통영고 / 서울대       |                 |
| 천대엽   | 2021년 5월 8일   | 문재인          | 김명수 | 31회   | 성도고 / 서울대       |                 |
| 오경미   | 2021년 9월 17일  | 문재인          | 김명수 | 35회   | 이리여고 / 서울대     |                 |
| 오석준   | 2022년 11월 25일 | 윤석열          | 김명수 | 29회   | 광성고 / 서울대       |                 |
| 서경환   | 2023년 7월 19일  | 윤석열          | 김명수 | 30회   | 건대부고 / 서울대     |                 |
| 권영준   | 2023년 7월 19일  | 윤석열          | 김명수 | 35회   | 대건고 / 서울대       |                 |
| 엄상필   | 2024년 2월 29일  | 윤석열          | 조희대 | 33회   | 진주동명고 / 서울대   |                 |
| 신숙희   | 2024년 2월 29일  | 윤석열          | 조희대 | 35회   | 창문여고 / 서울대     |                 |
| 노경필   | 2024년 8월 2일   | 윤석열          | 조희대 | 33회   | 광주고 / 서울대       |                 |
| 박영재   | 2024년 8월 2일   | 윤석열          | 조희대 | 32회   | 배정고 / 서울대       |                 |
| 이숙연   | 2024년 8월 6일   | 윤석열          | 조희대 | 36회   | 여의도여고 / 포항공대 |                 |
| 마용주   | 2025년 4월 8일   | 한덕수          | 조희대 | 33회   | 낙동고 / 서울대       |                 |

## 심판권
대법원은 고등법원 또는 항소법원(고등군사법원을 포함한다)·특허법원의 판결에 대한 상고사건, 항고법원·고등법원 또는 항소법원·특허법원의 결정·명령에 대한 재항고사건과 다른 법률에 의하여 대법원의 권한에 속하는 사건(중앙해양안전심판원의 재결에 대한 소, 선거쟁송에 대한 상고사건 등)을 심판한다.
대법원의 전원합의체에 관하여, 다음 각 호에 해당되지 아니하는 경우에 전원합의체가 아닌 부에서도 사건을 심판할 수 있다.
1. 명령 또는 규칙이 헌법에 위반함을 인정하는 때
2. 명령 또는 규칙이 법률에 위반함을 인정하는 때
3. 종전에 대법원에서 판시한 헌법·법률·명령 또는 규칙의 해석적용에 관한 의견을 변경할 필요가 있음을 인정하는 때
4. 부에서 재판함이 적당하지 아니함을 인정하는 때이다

또한 전원합의체의 재판장은 대법원장으로 한다. 전원합의체는 토론 과정이 자유롭고 배석자도 없다. 다만 서열이 낮은 대법관부터 차례로 자기 의견을 내고, 마지막에 대법원장이 입장을 밝힌다. 판단은 투표에 의하여 이루어지는데 서열이나 나이와 상관 없이 대법관 한 사람은 똑같이 한 표를 행사한다.

## 산하기관
- 법원행정처[3]
- 사법연수원
- 사법정책연구원
- 법원공무원교육원
- 법원도서관

## 대한민국 법원의 소관 법률
- 법원조직법
- 각급 법원의 설치와 관할구역에 관한 법률
- 법관징계법
- 각급법원판사정원법
- 집행관법
- 각종소송 및 소송절차에 관한 법률
- 법무사법

## 예규
- 1993년에 변호사 및 검사의 법관 면담 절차에 관한 예규를 만들어 일부 법원에서 실시한 변호사, 검사의 판사실 출입제한 조처를 전국 법원으로 확대하였다.[4]

## 같이 보기
- 대한민국의 고등법원
- 대한민국의 지방법원
- 대한민국 헌법재판소
- 전관예우
- 법조윤리
- 상고법원